# Rodolfo Negri
Rodolfo Negri (Milano, 20 giugno 1913 – ...) è stato un calciatore italiano, di ruolo centrocampista.

## Carriera
Giocò in Serie A con l'Ambrosiana e in B con Legnano e Novara.

## Statistiche

### Presenze e reti nei club
| Stagione        | Club            | Campionato           | Campionato | Campionato |
| Stagione        | Club            | Comp                 | Pres       | Reti       |
| --------------- | --------------- | -------------------- | ---------- | ---------- |
| 192?-1929       | Mantova         | Prima Divisione Nord | ?          | ?          |
| 1929-1930       | Ambrosiana      | Serie A              | 1          | 0          |
| 1930-1931       | Mantova         | Prima Divisione      | 20         | 4          |
| 1932-1933       | Legnano         | Serie B              | 29         | 8          |
| 1933-1934       | Novara          | Serie B              | 2          | 1          |
| 1934-1935       | Legnano         | Serie B              | 11         | 4          |
| Totale carriera | Totale carriera |                      | 43+        | 13+        |